# 토요타 FC 버스
토요타 FC 버스(영어: Toyota FC Bus)는 히노 자동차와 공동으로 개발한 토요타 자동차에서 생산한 수소 연료 전지로 구동되는 전기 모터를 장착한 환승 버스이다. 버스는 원래 중형 연료 전지 세단인 토요타 미라이용으로 개발된 부품을 사용하고 있다.
수소 연료 전지는 촉매가 있는 상태에서 수소와 산소를 반응시켜 전기를 생산하며, 그 부산물은 물이다. 수소는 탄소 및 유리 섬유 탱크에 저장되고 산소는 공기에서 제거된다.
FC 버스에는 최대 235kWh의 에너지를 제공하는 최대 전력 9kW의 외부 수신기용 전원 공급 시스템이 장착되어 있으며, 연료 전지는 에너지의 원천이다. 이 설치의 목적은 지진이나 쓰나미와 같은 자연 재해가 발생한 경우 도시에서 사용할 비상 전원을 배치하는 것이었다.

## 역사
2015년 7월 24일과 27~30일에 토요타 자동차는 도쿄의 버스 노선에서 프로토타입 연료 전지 버스를 테스트했다. 프로토타입은 히노 하이브리드 버스와 토요타 미라이 연료 전지 시스템을 기반으로 히노 자동차와 협력하여 개발되었다.
2017년 2월 Toyota는 FC 버스 판매를 시작했다. 첫 번째 사본은 도쿄도 교통국에서 구매했으며 2017년 3월에 도쿄 시내 버스 네트워크에 포함되었다. 2020년까지 토요타 자동차는 도쿄 당국에 100대 이상의 토요타 FC 버스 버스를 공급했다. 2020년 도쿄 올림픽과 도쿄 패럴림픽에서 연료 전지를 활용한 자동차 산업 육성을 위한 계획의 일환이다.